# Zbigniew Kowalewski (geodeta)
Zbigniew Kowalewski (ur. 11 sierpnia 1951 r.) – geodeta, autor fachowych opracowań na temat Himalajów, Karakorum i Himalaizmu.
Od połowy lat 1970. do lat 1990. opublikował wiele artykułów przeglądowych, zestawień i notatek dotyczących gór najwyższych Azji w prasie fachowej, m.in. w Taterniku, Wierchach i innych oraz w rocznikach zagranicznych (np. w American Alpine Journal). Jako pierwszy w Polsce m.in. opublikował listę zdobytych i niezdobytych wierzchołków 7-tysięcznych (prototypy najpierw w Taterniku). W 1983 (wraz z Januszem Kurczabem) opublikował cenioną i do dziś najbardziej miarodajną monografię historyczną Na szczytach Himalajów. Od 1995 roku Prezes Towarzystwa Poczty Podziemnej. Autor katalogu: Poczta podziemna - 1982–1984.

## Albumy
- Zbigniew Kowalewski, Andrzej Paczkowski: Karakorum. Polskie wyprawy alpinistyczne. "Sport i Turystyka", Warszawa 1986, ISBN 83-217-2406-X
- Zbigniew Kowalewski, Andrzej Paczkowski: Mount Everest. Dzieje zdobycia i podboju. "Sport i Turystyka", Warszawa 1986, ISBN 83-217-2527-9
- Zbigniew Kowalewski, Andrzej Paczkowski: Himalaje. Polskie wyprawy alpinistyczne. "Sport i Turystyka", Warszawa 1989, ISBN 83-217-2754-9

## Wybrane prace
- Zbigniew Kowalewski, Janusz Kurczab: Na szczytach Himalajów. "Sport i Turystyka", Warszawa 1983. ISBN 83-217-2412-4, stron 462 (zdjęcia, mapki, indeksy, bibliografia licząca 132 poz., i na s. 406-417 licząca 330 pozycji Lista ośmiotysięcznych i siedmiotysięcznych wierzchołków świata, z nazwiskami I zdobywców)
- Zbigniew Kowalewski, Andrzej Jaworski: Emisje Poczty Podziemnej 1982-1985. "LTW". Warszawa 2023. ISBN 978-83-7565-809-5, stron 296 (2157 ilustracji)
- Zbigniew Kowalewski: Grafiki więźniów politycznych 1981–1986, "LTW". Warszawa 2023, ISBN 978-83-7565-817-0[1]
- Zbigniew Kowalewski: Banknoty podziemne 1982-1986, "LTW". Warszawa 2023, ISBN 978-83-7565-838-5
- Zbigniew Kowalewski: Wybrane Emisje Poczty Podziemnej 1982-1984. "LTW". Warszawa 2024, ISBN 978-83-7565-845-3
- Zbigniew Kowalewski: Wybrane grafiki więźniów politycznych 1981–1986, Tom 1 "LTW". Warszawa 2024, ISBN 978-83-7565-859-0
- Zbigniew Kowalewski, Wiktor Mikusiński: Białołęka 1981-1982. Grafiki internowanych, "LTW". Warszawa 2024, ISBN 978-83-7565-872-9
- Zbigniew Kowalewski: Emisje Poczty Podziemnej 1982-1988. Ze zbioru autora, "LTW". Warszawa 2025,
- Zbigniew Kowalewski: Grafiki więźniów politycznych 1981–1986, Tom 2 "LTW". Warszawa 2025, ISBN 978-83-7565-920-7